# الاستغناء عن الصناعة

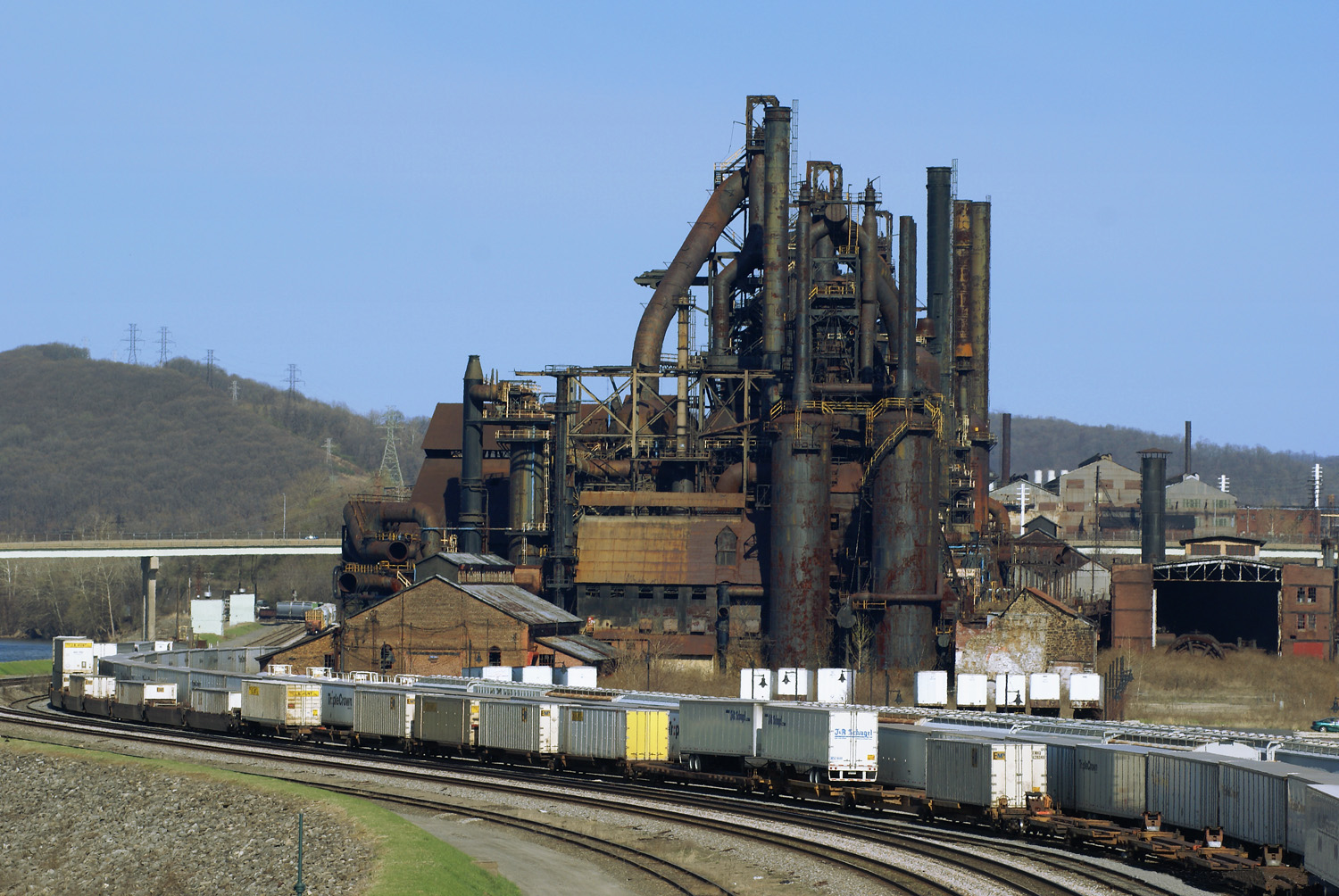

الاستغناء عن الصناعة عملية تغيير اجتماعي واقتصادي ناتج عن إزالة أو تقليص القدرات أو الأنشطة الصناعية في بلد أو في منطقة، وخاصة الصناعات الثقيلة أو الصناعة التحويلية. وهذا عكس التحول الصناعي.